# Carlo Cigni
Carlo Cigni (Livorno, 1º agosto 1966) è un cantante lirico italiano.
Ha compiuto gli studi al Conservatorio Arrigo Boito di Parma diplomandosi in chitarra classica e studiando canto con Fernanda Piccini, Eugenia Anvelt ed Ernesto Palacio. Il repertorio più congeniale per la sua estensione vocale di basso-cantabile è quello del primo Ottocento. Il suo debutto professionale avviene nel 1999 al Teatro Comunale di Firenze cantando nel ruolo di Uberto in La serva padrona di Pergolesi e Paisiello. Si è esibito al Teatro alla Scala, al Royal Opera House di Londra, all'Opéra Bastille di Parigi, a Zurigo, ecc. con opere quali Aida di Giuseppe Verdi, Medea di Luigi Cherubini, Maria Stuarda e Lucia di Lammermoor di Gaetano Donizetti, La bohème di Giacomo Puccini, La Damnation de Faust di Berlioz..

## Repertorio
| Ruolo                                | Titolo                   | Autore     |
| ------------------------------------ | ------------------------ | ---------- |
| Lorenzo                              | I Capuleti e i Montecchi | Bellini    |
| Conte Rodolfo                        | La sonnambula            | Bellini    |
| Oroveso                              | Norma                    | Bellini    |
| Méphistophélès                       | La damnation de Faust    | Berlioz    |
| Creonte                              | Medea                    | Cherubini  |
| Il Principe di Bouillon              | Adriana Lecouvreur       | Cilea      |
| Giorgio Talbot                       | Maria Stuarda            | Donizetti  |
| Raimondo Bidebent                    | Lucia di Lammermoor      | Donizetti  |
| Lamberto                             | Pia de' Tolomei          | Donizetti  |
| Roucher                              | Andrea Chénier           | Giordano   |
| Figaro Antonio                       | Le nozze di Figaro       | Mozart     |
| Publio                               | La clemenza di Tito      | Mozart     |
| Il Commendatore                      | Don Giovanni             | Mozart     |
| Coppelius Dapertutto Lindorf Miracle | Les contes d'Hoffmann    | Offenbach  |
| Vicente de Valcerde                  | Atahualpa                | Pasta      |
| Alvise Badoero                       | La Gioconda              | Ponchielli |
| Il signor di Laffemas                | Marion Delorme           | Ponchielli |
| Gualtiero                            | Edgar                    | Puccini    |
| Colline                              | La bohème                | Puccini    |
| Cesare Angelotti                     | Tosca                    | Puccini    |
| Timur                                | Turandot                 | Puccini    |
| Don Basilio                          | Il barbiere di Siviglia  | Rossini    |
| Gessler                              | Guillaume Tell           | Rossini    |
| Banco                                | Macbeth                  | Verdi      |
| Wurm                                 | Luisa Miller             | Verdi      |
| Monterone                            | Rigoletto                | Verdi      |
| Ferrando                             | Il trovatore             | Verdi      |
| Tom                                  | Un ballo in maschera     | Verdi      |
| Marchese di Calatrava                | La forza del destino     | Verdi      |
| Il Re                                | Aida                     | Verdi      |